# Wulf-Dietrich Kavasch
Wulf-Dietrich Kavasch (* 19. Juli 1944 in Mönchsdeggingen; †  8. Februar 2021 in Hohenaltheim) war ein deutscher Heimatforscher und Kommunalpolitiker. Von Mai 2008 bis April 2020 war er 1. Bürgermeister der Gemeinde Hohenaltheim im Landkreis Donau-Ries.

## Leben
Kavasch wurde 1944 als Sohn des Schulleiters und Hobbyastronomen Julius Kavasch (1920–1978) geboren. Er studierte Tiermedizin und vier Semester Geologie und legte Anfang 1970 an der Tierärztlichen Fakultät der Universität München seine Promotionsschrift vor. Seit dem 1. Januar 1969 war er Amtstierarzt beim Landkreis Donau-Ries und für die Durchführung der Fleischbeschau in den Gemeinden des Landkreises zuständig.
Ab 1972 gehörte er in seiner Heimatgemeinde Hohenaltheim dem Gemeinderat an und war lange Jahre 2. Bürgermeister. Bei der Kommunalwahl 2008 wurde er zum 1. Bürgermeister gewählt und sechs Jahre später im Amt bestätigt. Bei der Kommunalwahl 2020 trat er nicht mehr an und schied deshalb am 30. April 2020 aus dem Amt. Von 1996 bis 2008 war er außerdem Mitglied des Kreistages Donau-Ries.
Daneben entfaltete er eine umfangreiche Tätigkeit für das Kulturleben des Rieses. Er war 1975 Gründungsmitglied des Vereins Rieser Kulturtage e. V. und von 1980 bis 2019 dessen 1. Vorsitzender. Er war der Initiator des Rieskrater-Museums Nördlingen; Vorsitzender des Tierschutzvereins Nördlingen war er ab 1988.

## Ehrungen
- 1985: Wulf-Dietrich und sein Vater Julius Kavasch wurden gemeinsam Namensgeber des Asteroiden (4251) Kavasch[3]
- Ehrenmedaille des Bayerischen Staatsministeriums des Innern für besondere Verdienste um die kommunale Selbstverwaltung
- 1993: Verdienstkreuz am Bande der Bundesrepublik Deutschland
- 2009: Ehrenurkunde für 40-jährige Tätigkeit im öffentlichen Dienst
- 2010: Verdienstkreuz 1. Klasse der Bundesrepublik Deutschland
- 2011: Rieser Heimatpreis der Raiffeisen-Volksbank Ries